# Veenendaal-Veenendaal 2000
La Veenendaal-Veenendaal 2000, quindicesima edizione della corsa, si svolse il 13 aprile su un percorso di 212 km, con partenza ed arrivo a Veenendaal. Fu vinta dall'olandese Steven de Jongh della squadra Rabobank davanti al belga Niko Eeckhout e all'altro olandese Servais Knaven.

## Ordine d'arrivo (Top 10)
| Pos. | Corridore          | Squadra                  | Tempo    |
| ---- | ------------------ | ------------------------ | -------- |
| 1    | Steven de Jongh    | Rabobank                 | 5h11'08" |
| 2    | Niko Eeckhout      | Palmans-Ideal            | a 1'42"  |
| 3    | Servais Knaven     | Farm Frites              | s.t.     |
| 4    | Léon van Bon       | Rabobank                 | a 1'46"  |
| 5    | Hans De Meester    | Collstrop                | s.t.     |
| 6    | Marcel Duijn       | Rabobank                 | s.t.     |
| 7    | Bart Voskamp       | Team Polti               | a 6'10"  |
| 8    | Hendrik Van Dyck   | Palmans-Ideal            | a 6'15"  |
| 9    | Arvis Piziks       | Memory Card-Jack & Jones | s.t.     |
| 10   | Fabiano Fontanelli | Mercatone Uno            | s.t.     |